# Scotiophyes faeculosa
Scotiophyes faeculosa är en fjärilsart som beskrevs av Edward Meyrick 1928. Scotiophyes faeculosa ingår i släktet Scotiophyes och familjen vecklare. Inga underarter finns listade i Catalogue of Life.